# CXCR2
CXCR2 (kurz für CXC-Motiv-Chemokinrezeptor 2, auch Interleukin-8-Rezeptor beta (IL-8RB), GRO/MGSA-Rezeptor, CDw128b, CD182) ist ein Rezeptorprotein aus der Familie der Chemokinrezeptoren. CXCR2 kommt insbesondere an der Oberfläche von Zellen des Immunsystems, wie beispielsweise neutrophile Granulozyten, vor. Dieser Rezeptor kann durch die Chemokine CXCL1 (GRO-α), CXCL2 (GRO-β), CXCL3 (GRO-γ), CXCL5, CXCL7 und CXCL8 (Interleukin 8) stimuliert werden und vermittelt seine Effekte durch Aktivierung einer intrazellulären Signaltransduktionskaskade an der Gi-Proteine beteiligt sind. CXCR2 wird eine wichtige Rolle bei der Entstehung entzündlicher Erkrankungen und dem Tumorwachstum zugeschrieben.

## Vorkommen
CXCR2 kann insbesondere auf neutrophilen Granulozyten, aber auch auf eosinophilen Granulozyten, basophilen Granulozyten, dendritischen Zellen, T-Lymphozyten  und Makrophagen nachgewiesen werden.

## Biochemie
CXCR2 wird durch ein Gen auf dem Chromosom 2 Genlocus q33-q36 codiert. 
Strukturell gehört CXCR2 zu den G-Protein-gekoppelten Rezeptoren. Nach Anbindung der Chemokine CXCL1, CXCL2, CXCL3, CXCL5, CXCL7 oder CXCL8 wird eine Signaltransduktionskaskade im Zellinneren aktiviert, an der G-Proteine, Ca2+ und MAP-Kinasen beteiligt sind. Die Signaltransduktionskaskade schließt auch eine Aktivierung von Integrinen und Veränderungen im Zytoskelett ein. Diese sind Voraussetzungen für eine zielgerichtete Bewegung (Chemotaxis) von CXCR2-exprimierenden Zellen zu einem Chemokin-Gradienten hin.

## Funktion
CXCR2 spielt eine wichtige Rolle bei der Rekrutierung von Leukozyten in das entzündete Gewebe. Darüber hinaus ist CXCR2 wichtig bei der Entstehung neuer Blutgefäße (Angiogenese) beteiligter Chemokinrezeptor. Über diesen Mechanismus kann CXCR2 das Wachstum von Tumoren fördern.